# Sister
Sister je hudební album americké rockové skupiny Sonic Youth, které bylo vydáno v roce 1987 pod vydavatelstvím SST Records. Na konci roku 1994 bylo znovu vydáno pod vydavatelstvím DGC Records.

## Seznam skladeb
1. "Schizophrenia" – 4:38
2. "Catholic Block" – 3:26
3. "Beauty Lies in the Eye" – 2:20
4. "Stereo Sanctity" – 3:50
5. "Pipeline/Kill Time" – 4:35
6. "Tuff Gnarl" – 3:15
7. "Pacific Coast Highway" – 4:18
8. "Hot Wire My Heart" (Johnny Strikeoor) – 3:23
9. "Kotton Krown" – 5:08
10. "White Kross" – 2:59
11. "Master-Dik" – 5:10